# Советско-литовская война
Советско-литовская война (лит. Karas su bolševikais) — вооружённый конфликт между РСФСР и провозгласившей свою независимость Литвой и поддерживавшими её германскими войсками в 1918—1919 годах. Конфликт был частью Гражданской войны в России.

## Предыстория
После поражения в Первой мировой войне Германия была вынуждена отказаться от захваченных территорий. По Компьенскому перемирию она должна была вывести свои войска с оккупированных ею территорий Белоруссии и Прибалтики к границам 1914 г. Поражением Центральных держав и предстоящим выводом их войск решило воспользоваться большевистское правительство Ленина. 13 ноября ВЦИК РСФСР аннулировал Брестский мирный договор, и советские правительство отдало приказ о выдвижении войск РККА на территорию Украины, Белоруссии и Прибалтики вслед за отходившими германскими войсками с целью установления там советской власти. К этому времени Эстония, Латвия, Литва, Польша провозгласили свою независимость, и их так называемые «буржуазные» правительства неизбежно становились главными противниками большевиков в предстоящей борьбе.   

## Наступление РККА
В результате Западного похода части Западной армии РККА 12 декабря 1918 года подошли к территории Литвы с целью установления советской власти. Армия Литвы только создавалась и не могла оказать серьёзного сопротивления. Сопротивление Красной армии на её территории оказывали только отряды польской самообороны, так как возрождённая Польша претендовала на Виленский край.
РККА стремительно занимала один населённый пункт за другим, где литовскими коммунистами провозглашалась Советская власть: 22 декабря были заняты Езеросы и Свенцяны, 23 декабря — Утена, 27 декабря — Ракишки, 5 января у поляков был отбит Вильно, 9 января заняты Вилкомир и Поневеж, 15 января — Шавли, 25 января — Тельши. В Шяуляйском районе из местного просоветского населения (пришедшего к власти до прихода красных) был создан Жемайтийский пехотный полк численностью до тысячи солдат. В итоге было занято 2/3 территории Литвы и образована Литовская советская республика. Продвижение РККА остановилось из-за противодействия отходящих германских войск. 18 января ради предотвращения боёв советское и немецкое командование установили демаркационную линию, поэтому Красная армия приостановила продвижение на временную столицу Литвы Ковно.
С согласия Антанты, Германия замедлила эвакуацию своих войск из Литвы, прикрывавшей самую восточную провинцию страны — Восточную Пруссию, и стала оказывать помощь правительству Тарибы в организации и вооружении её армии. 
После небольшого перерыва советское командование решило продолжить наступление на запад Литвы. 3 февраля Литовская (бывшая Псковская) дивизия получила приказ выйти на рубеж Немана по линии Юрбург — Ковно — Прены — Олита. Одновременно в тылу противника намечалось вооружённое восстание в ночь с 8 на 9 февраля с лозунгом об изгнании немцев из Литвы и разгрома Тарибы. Начало восстания должно было стать сигналом для Литовской дивизии к маршу в заданных направлениях с задачей немедленной и решительной поддержки восставших.
Операция началась 7 февраля. 1000 солдат советской литовской дивизии атаковали Кейданы, севернее от Ковно, но встретили сопротивление подразделений войск Тарибы из Поневежа, которыми командовал капитан Йонас Варьякоис, и из Кейдан (всего около 200 человек). Литовцы сумели удержать Кейданы, когда им на помощь пришли немецкие войска. 10 февраля литовско-немецкие войска захватили Шаты и вынудили РККА отступить. Объявленное восстание так и не вспыхнуло — немцы взяли ситуацию в Ковно под свой контроль. 
После боёв за Кейданы успешные вылазки в соседние населённые пункты стал проводить поневежский добровольческий полк Тарибы с целью привлечения местных жителей на свою сторону и действия по тылам противника. Успех операций поднял боевой дух сторонников независимости.
9-11 февраля разгорелись бои за Езно. 9 февраля 7-й стрелковый полк советской Литовской дивизии (900 человек) занял Езно и оттеснил подразделения войск Тарибы к Пренам. На южном участке наступления 12-13 февраля 2-я бригада Литовской дивизии продвинулась к реке Неман, и 13 февраля её полк после небольшого боя захватил Олиту и Мереч, выбив оттуда немецко-литовские подразделения. 13 февраля немецко-литовские войска контратаковали Езно и выбили части советской Литовской дивизии.
15 февраля прибывшие немецкие резервы (четыре батальона), а также литовские добровольцы, при поддержке бронепоезда отбили Олиту. Заняв Олиту, немцы преследовали противника и к 19 февраля вышли на участок Кошедары — Олита. Таким образом, советским войскам не удалось взять Ковно, и снова была установлена новая линия разграничения, что позволило литовским войскам выиграть время для обучения резервов.

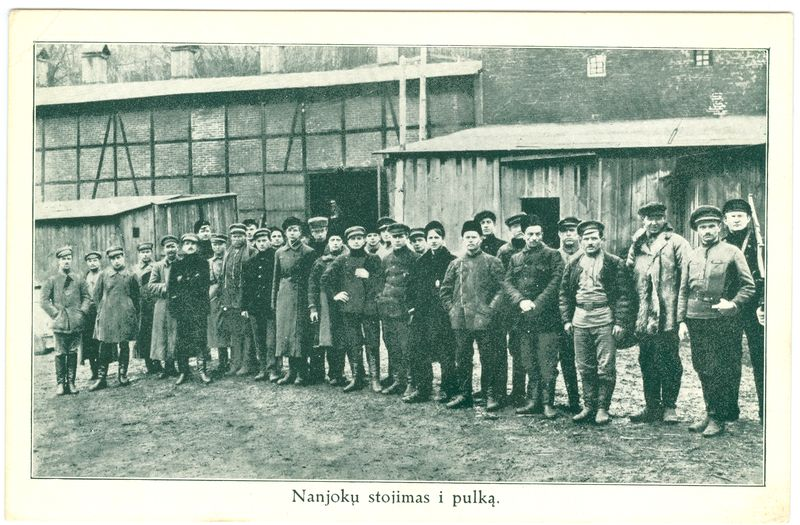
Мобилизованные в литовскую армию.

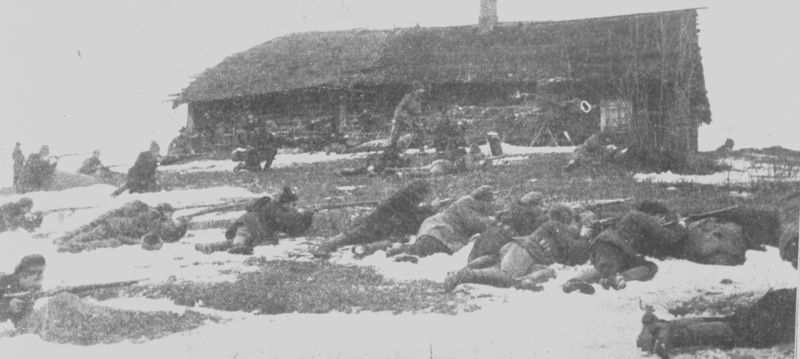
Литовские бойцы на позиции. 1919 г.

## Контрнаступление немецко-литовских войск

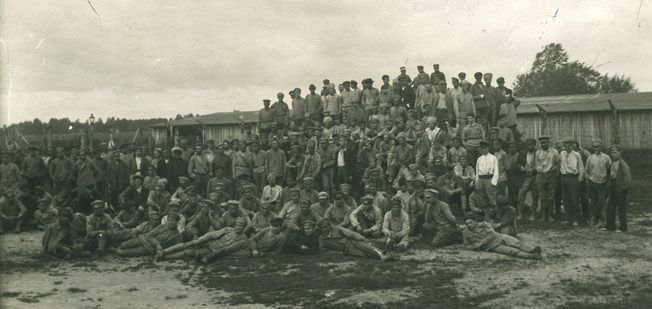
Советские военнопленные в литовском лагере.

Немецкое верховное командование поручило задачу обеспечения Восточной Пруссии Северному командованию (нем. Oberkomando Grenzschutz Nord), созданному на месте ранее ликвидированного Обер-Оста, которое перешло к генералу фон Квасту, с начальником штаба генералом фон Сектом. Удержание фронта в Курляндии было поручено командованию VI резервного корпуса, который принял на себя генерал Рюдигер фон дер Гольц. Он получил в свое распоряжение уже находившиеся на месте войска (Прибалтийский ландесвер и Железную дивизию) и прибывшую из Германии 1-ю резервную гвардейскую дивизию. 
Северные районы Литвы (Жемайтия) были под контролем частей РККА (3000 человек). Их цель состояла в том, чтобы достичь Балтийского моря и отрезать доступ к снабжению  немецких войск и латвийских подразделений возле Либавы. В этом регионе, в Шкудах, также действовали сторонники национального правительства Литвы, объединённые П. Плехавичюсом. Фон дер Гольц получил приказ освободить железную дорогу, соединяющую Либаву, Можейки, Радзивилишки и Кейданы. Это было частью масштабного наступления немцев.
В конце февраля немецкие войска и литовские подразделения при поддержке немецкой артиллерии взяли Можейки и Сяды, преследовали красных до Куршан. К середине марта немцы взяли Куршаны, Шавли, Радзивилишки, Шадов и Янишки.

## Наступление
5 марта правительство Литвы объявила мобилизацию мужчин, родившихся с 1887 по 1889 года. К 3 мая численность армии достигла 440 офицеров и 10 729 нижних чинов. Но лишь около половины из них были обучены и подготовлены к боевым действиям. Вводилась форма. 22 марта Поневежский добровольческий полк был переименован в Отдельный Поневежский батальон. 
С 19 по 24 марта шли бои за Поневеж, и 26 марта город заняли литовские войска, но 4 апреля они были оттуда выбиты.

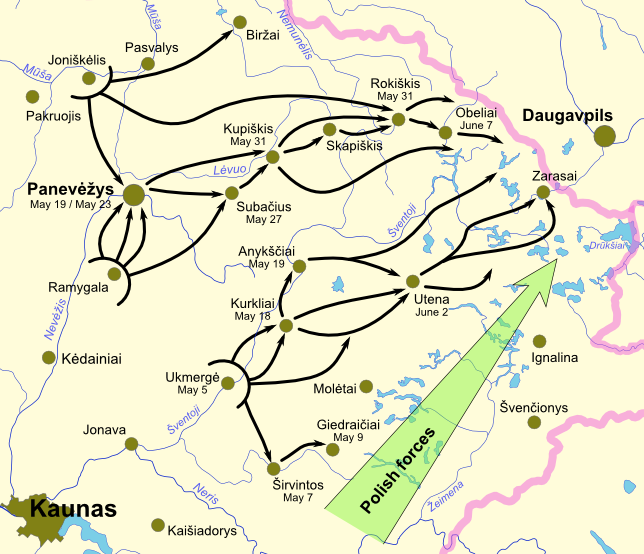
Литовское наступление в мае-июне 1919 года. Даты указывают, когда город был взят литовскими войсками. Розовая линия — граница Литвы с 1990 года.

Первое организованное наступление литовских войск было проведено с 3 по 8 апреля 1919 года. Были организованы наступления на Вильну, от Олиты до Дауг на юге и от Кошедар до Жослей. Первоначально наступления были успешны, но затем РККА сумела остановить их.
В марте 1919 года в конфликт вступила Польша. Польская армия сражалась как с РККА, так и с литовскими войсками. Польское наступление заставило литовцев пересмотреть свою стратегию. Начальник литовского штаба С. Жукаускас спланировал наступление в северо-восточном направлении. Целью наступления был захват Вилкомира. 3 мая Отдельный Поневежский полк и 18-й немецкий добровольческий полк взяли город. Несмотря на рискованность операции, она оказалась для литовцев удачной: в плен были взяты 500 красноармейцев. 7 мая С. Жукаускас стал главнокомандующим.
18 мая литовцы вернули себе Куркле и Оникшты, с 19 по 23 мая Поневеж, 2 июня Уцяны. Однако 12 и 20 июня РККА провела удачные контратаки, и фронт стабилизировался.

## Завершающие бои
Из-за угрозы для РККА новых боёв с поляками фронт советско-литовского конфликта затих более чем на месяц, и советские войска использовали это затишье для реорганизации частей и их пополнения. В это время литовские войска имели два пехотных полка и пять отдельных батальонов, у РККА было шесть полков и один отдельный батальон; литовцы, объединившись с поляками, запланировали наступление на Даугавпилс 9 августа, но тогда так и не решились его развернуть.
Боевые действия продолжились, когда 25 августа литовские войска заняли Зарасай и, пройдя около 30 км, вышли к Двинску. Одновременно 26 августа в двинском направлении началось совместное с поляками наступление вдоль железной дороги к Турманту. К 31 августа к югу от Западной Двины РККА занимала только Гриву (пригород Двинска), но затем и её потеряла. Участие литовских частей в боевых действиях прекратилось. 
В то время, когда на северо-востоке Литвы продолжались бои с отступавшими частями РККА, отношения Литвы с Польшей снова начали ухудшаться, в основном из-за территориальных споров из-за Вильно и Виленского края, что затем привело к польско-литовской войне.

## Мирный договор
12 июля 1920 года в Москве был подписан мирный договор между РСФСР и Литвой. 27 августа 1920 года литовские войска вошли в Вильно.